# Lille Peter Edderkop
Lille Peter Edderkop er en gammel sang af ukendt oprindelse og med melodi af ukendt komponist. Den er en populær børnesang, der er kendt på mange sprog, f.eks. er den engelske titel: Itsy Bitsy Spider.
Sangen lyder:
Lille Peter Edderkop,
kravlede op ad muren.
Så kom regnen
og skyllede Peter ned,
Så kom solen
og tørrede Peters krop.
Lille Peter Edderkop
kravled' atter op.
det mindre kendt andet vers lyder
I sin moders spindelvæv, 
kravlede ham omkring. 
Og han bestilte ingen verdens ting. 
Så sagde moder "Du skal fange fluer!" 
Men lille Peter Edderkop tog en gyngetur. 
Til første vers hører fagter, som illustrerer teksten:
- Når Lille Peter Edderkop kravler op ad muren, parres skiftevis hændernes pege- og tommelfingre (tommelfingeren mod den anden hånds pegefinger) i en "kravlebevægelse", mens hænderne føres opad.
- Når regnen kommer og skyller Peter ned, vrikkes alle fingrene som regndråber, der falder mod jorden.
- Når solen kommer frem, tegnes med begge arme en stor cirkel foran kroppen.
- Når solen tørrer Peter, holder man armene om kroppen som i et varmt knus.
- Da Peter atter kravler op, gentages kravlebevægelsen med fingrene.

Knud Pheiffer har skrevet en tekst med melodi af Erik Deneke, hvor han har sat Lille Peter Edderkop ind som sidste vers. Den tekst blev udgivet første gang i 1948 og er siden kommet i flere udgaver. Pheiffers "trick" var at bruge Lille Peter Edderkop som morale på en historie om at møde modgang med gåpåmod. Hans egen tekst er på 11 vers a 8 linjer, og det 11. vers lyder:
Med- og modgang Peter tog,
lige fra han faldt.
Gør du det samme,
kan du klare alt.
Det er, hvad du vil
erfare gang på gang -
bare kravle op igen
som i Peters sang:
Inden han når så langt, har Peter været verden rundt, spundet væv på en skyskraber i Amerika, mødt indianere, lidt skibsforlis og besøgt Upernavik, og i 12. vers kravler Peter så op ad muren, bliver skyllet ned, tørret og kravler op igen.